# 塩野町村
塩野町村（しおのまちむら）は、かつて新潟県岩船郡にあった村。

## 沿革
- 1889年（明治22年）4月1日 – 町村制施行に伴い岩船郡塩野町村、小須戸村、早稲田村、松岡村[1]が合併し、塩野町村が発足。
- 1901年（明治34年）11月1日 – 岩船郡大須戸村と合併し、塩野町村を新設。
- 1954年（昭和29年）10月1日 – 岩船郡館腰村、三面村、高根村、猿沢村と合併し、朝日村となり消滅。

## 村長
- 中山与志夫